# هنری پرسل
هنری پرسل (به انگلیسی: Henry Purcell) (زادهٔ ۱۰ سپتامبر ۱۶۵۹ - درگذشتهٔ ۲۱ نوامبر ۱۶۹۵) نوازندهٔ اُرگ و آهنگساز باروک اهل انگلستان بود. پرسل در وست‌مینستر لندن به دنیا آمد و در همان شهر درگذشت.

## دوران جوانی
پرسل در کوچهٔ سنت آن، خیابان الد پای در وستمینستر به دنیا آمد. هنری پرسل پدر، عضو نمازخانه سلطنتی (chapel Royal) بود و در تاجگذاری چارلز دوم شاه انگلستان خوانده بود. عموی او توماس پرسل (مرگ ۱۶۸۲) نیز یک موسیقیدان بود، هنری سه پسر داشت: ادوارد، هنری و دانیل. دانیل پرسل (مرگ ۱۷۱۷)، جوان‌ترین برادر هم آهنگساز پرکاری است که بیشتر موسیقی برای بخش آخر «ملکه هند» را پس از مرگ برادرش هنری پرسل نوشت بود. خانواده هنری پرسل از سال ۱۶۵۹ به بعد در چند صد یاردی از صومعه وست مینستر زندگی می‌کردند.
پس از مرگ پدرش در سال ۱۶۶۴، پرسل تحت سرپرستی عمویش که به او بسیار مهر می‌ورزید، قرار داده شد. توماس عضو نمازخانه اعلیحضرت بود و ترتیبی داد تا هنری به عنوان خواننده جزو گروه کُر شود. هنری نخست زیر نظر کاپیتان هنری کوک (مرگ ۱۶۷۲)، مربی کودکان و پس از آن جانشین او، پلهام هامفری (مرگ ۱۶۷۴) آموزش دید. هنری تا زمانی‌که در سال ۱۶۷۳ صدای خود را از دست داد خواننده گروه کُر نمازخانه سلطنتی بود، در این هنگام او به دستیاری به جان هینگستون که سازنده ارگ و مسؤول نگهداری از سازهای بادی پادشاه بود، برگزیده شد.
گفته می‌شود که پرسل در نه سالگی آهنگسازی کرده، اما نخستین کار قابل شناسایی او شعری غنایی (Ode) برای زادروز شاه است که در سال ۱۶۷۰ نوشته شده‌است. (با وجود پژوهشهای زیاد تاریخ ساخته‌های او اغلب نامشخص است) گمان می‌رود که سه بخش آهنگ ستمگر دوست داشتنی و من اکنون استعفا می‌دهم، توسط او در کودکی نوشته باشد. پس از مرگ هامفری، پرسل نزد دکتر جان بلاو به یادگیری ادامه داد. او به مدرسه وست مینستر رفت و در سال ۱۶۷۶ به سمت نسخه بردار در صومعه وست مینستر منصوب شد. هنری پرسل نخستین سرودش خداوندا، چه کسی می‌تواند بگوید را در ۱۶۷۸ ساخت. این مزامیر که برای روز کریسمس سفارش شده، در نماز صبح روز چهارم هر ماه نیز خوانده می‌شود.
او در سال ۱۶۷۹ چند آهنگ برای ایرهای (Ayre) منتخب جان پلیفورد نوشت، آهنگ‌ها و گفتگوها و نیز یک سرود (Anthem) که نام آن ناشناخته است. از نامه‌های نوشته شده توسط توماس پرسل، که هنوز موجودند، این‌گونه برداشت می‌شود که این سرود برای صدای بسیار خوب جان گاستلینگ از کلیسای کانتربری ساخته شده بود، و سپس خواننده‌ای از نمازخانه اعلیحضرت. پرسل چندین سرود در زمان‌های مختلف برای صدای بم فوق‌العاده خوب گاستلینگ نوشته‌است. مشخص شده که صدای او بازهٔ وسیعی از دست کم دو اکتاو کامل از «ر» زیر باس تا «ر» بالاتر آن را در برمی‌گرفته. تاریخ تعداد اندکی از این آهنگ‌های مقدس مشخص است، شاید یک نمونهٔ قابل توجه سرود آنها که با کشتی به دریا می‌روند باشد که برای سپاسگزاری به، جان بدر بردن چارلز دوم از کشتی شکستگی نوشته شده، گاستلینگ، با گردآوری برخی از آیات مزامیر، آن‌ها را در قالب یک سرود قرار داد و از پرسل خواست تا آن‌ها را به فرم موسیقی درآورد. این کار پر چالش همهٔ دامنهٔ صدای گاستلینگ را دربر گرفته‌است.
هنری پرسل به رغم عمر کوتاهش یکی از مهم‌ترین آهنگ‌سازان انگلیسی است. به سهولت در تمام ژانرها و برای تمام مخاطبان آهنگ می‌ساخت. در دوره حکومت سه پادشاه در دربار محبوبیت داشت، و با استعداد خارق‌العاده‌اش انواع سرودهای درباری، موسیقی تئاتری، سرودهای مذهبی، آوازها و کانن‌های غیرمذهبی، موسیقی مجلسی و تک‌نوازی‌هایی برای ارگ ساخت.

## برخی از آثار
- اپرای شاه آرتور
- اپرای ملکه پری
- اپرای ملکه هندی
- اپرای توفان
- اپرای دیدو و آینیاس
- فهرست آثار